# Pabillonis
Pabillonis ist eine italienische Gemeinde (comune) mit 2438 Einwohnern (Stand 31. Dezember 2023) in der Provinz Medio Campidano auf Sardinien. Die Gemeinde liegt etwa 15 Kilometer nordnordwestlich von Villacidro und etwa 15,5 Kilometer westnordwestlich von Sanluri. Pabillonis grenzt unmittelbar an die Provinz Oristano.
Die Nuraghe Santu Sciori und Reste der Nuraghe Surbiu liegt in Pabillonis.

## Verkehr
Pabillonis liegt mit seinem nicht mehr im Personenverkehr bedienten Bahnhof an der Bahnstrecke Cagliari–Golfo Aranci Marittima.